# NGC 6020
NGC 6020 (również IC 1148, PGC 56467 lub UGC 10100) – galaktyka eliptyczna (E), znajdująca się w gwiazdozbiorze Węża. Odkrył ją Truman Safford 9 maja 1866 roku.